# Ruta Estatal de Nevada 340
La Ruta Estatal de Nevada 340, y abreviada SR 340 (en inglés: Nevada State Route 340) es una carretera estatal estadounidense ubicada en el estado de Nevada. La carretera inicia en el Oeste desde la SR 339  hacia el Este en la SR 208 . La carretera tiene una longitud de 1,7 km (1.080 mi).

## Mantenimiento
Al igual que las autopistas interestatales, y las rutas federales y el resto de carreteras estatales, la Ruta Estatal de Nevada 340 es administrada y mantenida por el Departamento de Transporte de Nevada por sus siglas en inglés Nevada DOT.